# Bygholms län
Bygholms län (danska Bygholm Len) var ett danskt län från 1300-talet till början av 1600-talet. Därefter flyttade länsherren till Stjernholm och länet bytte namn till Stjernholms län. Området ligger numera i Vejle amt.
Bygholms slott blev byggt på order av Erik Menved 1313. Den äldsta kända länsherren var riksrådet Jens Andersen Brok (1369). Länet var vanligen ett pantlän. 